# Lista de séries de televisão do SBT
As séries e seriados do SBT estão relacionadas nesta lista, que apresenta: data de início, data do final e quantidade de capítulos das de telesséries do SBT.

## Séries e seriados por ordem de exibição

### Década de 1980
| # | Início | Término       | Título              | Temp. | Capítulos | Autoria                                        | Direção                                                 | Ref.  |
| - | ------ | ------------- | ------------------- | ----- | --------- | ---------------------------------------------- | ------------------------------------------------------- | ----- |
| 1 | 1982   | 1982          | Pensão da Inocência | 01    | -         | Maria Teresa                                   | Benjamin Cattan                                         | [ 1 ] |
| 2 | 1985   | Junho de 1985 | Joana               | 02    | 26        | Manoel Carlos Miguel Filliage Guga de Oliveira | Paulo José Laonte Klawa Antônio Rangel Guga de Oliveira | [ 3 ] |

### Década de 1990
| # | Início                 | Término                | Título               | Temp. | Capítulos | Autoria                                                                       | Direção                                     | Ref.  |
| - | ---------------------- | ---------------------- | -------------------- | ----- | --------- | ----------------------------------------------------------------------------- | ------------------------------------------- | ----- |
| 3 | 5 de novembro de 1990  | 17 de maio de 1991     | Alô, Doçura!         | 1     | -         | Cassiano Gabus MendesGugu Keller                                              | Walter Avancini Paulo Trevisan              | [ 4 ] |
| 4 | 21 de agosto de 1991   | 1 de março de 1993     | Grande Pai           | 1     | -         | Gusi Gustavo Barrios Ricardo Rodrigues \|\| Walter Avancini Crayton Sarzy\|\| |                                             |       |
| 5 | 1993                   | 1993                   | A Justiça dos Homens | 1     | -         | Diversos                                                                      | Nilton Travesso                             | [ 6 ] |
| 6 | 11 de outubro de 1996  | 3 de janeiro de 1997   | Brava Gente          | 1     | -         | Marcos Caruso                                                                 | Roberto Talma                               | [ 7 ] |
| 7 | 21 de Setembro de 1998 | 16 de Janeiro de 1999  | Teleteatro           | 1     | 21        | Diversos                                                                      | Crayton Sarzy Walter Praxedes Jacques Lagoa | [ 8 ] |
| 8 | 3 de março de 1999     | 27 de dezembro de 2000 | Ô... Coitado!        | 3     | 62        | Guto Franco Ronaldo Ciambroni Eliana Fonseca                                  | Guto Franco Rodrigo Campos                  | [ 9 ] |

### Década de 2000
| #  | Início                | Término              | Título      | Temp. | Capítulos | Autoria                                                     | Direção       | Ref.   |
| -- | --------------------- | -------------------- | ----------- | ----- | --------- | ----------------------------------------------------------- | ------------- | ------ |
| 9  | 14 de abril de 2004   | 26 de março de 2006  | Meu Cunhado | 3     | 52        | Moacyr Franco Cláudio Spritzer Roberto Teixeira Guto Franco | Guto Franco   | [ 10 ] |
| 10 | 3 de setembro de 2007 | 7 de janeiro de 2008 | Câmera Café | 1     | -         | Yves Dumont                                                 | Jacques Lagoa | [ 11 ] |

### Década de 2010
| #  | Início                | Término                | Título             | Temp. | Capítulos | Autoria                                                                         | Direção                | Ref.   |
| -- | --------------------- | ---------------------- | ------------------ | ----- | --------- | ------------------------------------------------------------------------------- | ---------------------- | ------ |
| 11 | 11 de janeiro de 2014 | 24 de janeiro de 2015  | Patrulha Salvadora | 4     | 54        | Íris Abravanel                                                                  | Reynaldo Boury         | [ 12 ] |
| 12 | 4 de janeiro de 2016  | 8 de fevereiro de 2016 | Carrossel          | 1     | 26        | íris Abravanel                                                                  | Elizabeth Mendes       | [ 13 ] |
| 13 | 13 de julho de 2016   | 9 de abril de 2019     | A Garota da Moto   | 2     | 51        | David França Mendes Claudio Felício Patrícia Lopes Rodrigo Ferrari Isabela Pope | João Daniel Tikhomifor | [ 14 ] |
| 14 | 25 de julho de 2018   | 29 de agosto de 2018   | Z4                 | 1     | 26        | Newton Cannito Leonor Corrêa                                                    | Márcio Trigo           | [ 15 ] |

### Década de 2020
| #  | Início               | Término               | Título                               | Temp. | Capítulos | Autoria             | Direção             | Ref.   |
| -- | -------------------- | --------------------- | ------------------------------------ | ----- | --------- | ------------------- | ------------------- | ------ |
| 15 | 18 de agosto de 2021 | 20 de outubro de 2021 | Exterminadores do Além - A Série     | 1     | 10        | Danilo Gentili      | Fabrício Bittar     | [ 16 ] |
| 16 | 2 de outubro de 2021 | 9 de outubro de 2021  | A Fantástica Máquina de Sonhos       | 1     | 20        | Ricardo Mantoanelli | Vanessa Arruda      | [ 17 ] |
| 17 | 1 de julho de 2024   | 8 de maio de 2025     | O Picapau Amarelo                    | 2     | 22        | Jefferson Cândido   | Jefferson Cândido   | [ 18 ] |
| 18 | setembro de 2025     | A estrear             | Refollow                             | 1     | A estrear | Íris Abravanel      | Ricardo Mantoanelli | [ 19 ] |
| 19 | A estrear            | A estrear             | E Agora? Quem Vai Ficar Com a Mamãe? | 1     | A estrear | Alexandre Teixeira  | Ricardo Mantoanelli | [ 20 ] |